# Stüwe Gully
Stüwe Gully är en dal i Antarktis. Den ligger i Östantarktis. Australien gör anspråk på området.